# Floridichthys carpio
Floridichthys carpio és una espècie de peix de la família dels ciprinodòntids i de l'ordre dels ciprinodontiformes.

## Morfologia
Els mascles poden assolir els 8 cm de longitud total.

## Distribució geogràfica
Es troba al sud-est de Florida (Estats Units), Golf de Mèxic i des de Yucatán fins a Hondures.